# Новосибирский район
Новосиби́рский райо́н — административно-территориальная единица (район) и муниципальное образование (муниципальный район) в Новосибирской области России.
Административный центр — город Новосибирск (не входит в состав района).

## География
Район расположен в восточной части Новосибирской области, со всех сторон примыкая к городу Новосибирску. Входит в Новосибирскую агломерацию. Граничит с Мошковским, Тогучинским, Искитимским, Ордынским, Коченёвским и Колыванским районами Новосибирской области. Территория района по данным на 2008 год — 222,3 тысяч га, в том числе сельхозугодья — 124,9 тысяч га (56,2 % всей площади).

## История
Новосибирский район (включавший на тот момент город Новосибирск) образован в 1929 году в составе Новосибирского округа Сибирского края, с 1930 в составе Западно-Сибирского края. В 1932 году район был упразднён, а его территория передана в подчинение Новосибирскому горсовету. 22 февраля 1939 года район был восстановлен в составе Новосибирской области, при этом город Новосибирск не вошёл в его состав, образовав самостоятельную административно-территориальную единицу.

## Население
| 2002     | 2009     | 2010     | 2011     | 2012     | 2013     | 2014     |
| -------- | -------- | -------- | -------- | -------- | -------- | -------- |
| 113 047  | ↗119 374 | ↘115 572 | ↗115 774 | ↗118 659 | ↗120 273 | ↗122 343 |
| 2015     | 2016     | 2017     | 2018     | 2019     | 2020     | 2021     |
| ↗124 049 | ↗126 557 | ↗128 716 | ↗132 517 | ↗137 987 | ↗143 576 | ↗161 124 |

### Урбанизация
В городских условиях (рабочий посёлок Краснообск) проживают  18,05 % населения района.

## Достопримечательности[19]

### Барышевский сельсовет
- Всесезонный Эндуро-парк «Новосибирский»;
- Памятник Славы «Скорбящая мать» односельчанам-участникам Великой Отечественной войны (с. Барышево);
- Горнолыжный комплекс «Ключи»;
- Стрелковый комплекс «Ключи» (п.Каменушка);
- Историко-архитектурный музей под открытым небом ИАТ СО РАН, площадь  46,5 га (посёлок Ложок);

### Боровской сельсовет
- Обское море;
- ДОЛ Центра анимационной педагогики «Зеленая улица» (с. Боровое);
- ДОЛ «Калейдоскоп» (с. Боровое);
- база отдыха «Нептун» (с. Боровое);
- база отдыха «Наука» (с. Боровое);
- Яхт-клуб «Престиж» (с. Боровое);

### Верх-Тулинский сельсовет
- Конно-спортивный оздоровительный центр «Свобода» (с.Верх-Тула);
- Сергиево-Казанский храм — крупная кирпичная пятиглавая двухэтажная церковь в русском стиле. Колокольня - шатрового типа (п.Краснообск);

### Криводановский сельсовет
- База отдыха «Калинка-Малинка»;
- Международный выставочный комплекс «Новосибирск Экспоцентр»;

### Кубовинский сельсовет
- База отдыха «Седова Заимка» (п.Седова Заимка);
- База отдыха «Сириус» (п.Седова Заимка);

### Кудряшовский сельсовет
- Кудряшовский бор (на его территории расположены 214 разнотипных и разнокультурных археологических памятников (с VI века до н.э. до XVII века н.э.);
- Храм во имя святых первоверховных апостолов Петра и Павла;[20]
- Санаторий «Парус»;
- База отдыха «Кудряшовская заимка»;

### Мичуринский сельсовет
- Памятник павшим в Великой Отечественной войне «Скорбящая мать», 1963 год (п. Мичуринское);

### Морской сельсовет
- Санаторий-профилакторий «Золотой берег» ОАО «Сибмост»;

### Мочищенский сельсовет
- Санаторий-профилакторий «Восток»;
- Спортивный стрелково-стендовый комплекс;

### Станционный сельсовет
- Приход в честь Иконы Божией Матери «Скоропослушница», 1994 год.

## Муниципально-территориальное устройство
В муниципальный район входят 18 муниципальных образований, в том числе 1 городское поселение и 17 сельских поселений.
| №        | Муниципальное образование                      | Административный центр      | Количество населённых пунктов | Население (чел.) | Площадь (км²) |
| -------- | ---------------------------------------------- | --------------------------- | ----------------------------- | ---------------- | ------------- |
| 1e-06    | Городское поселение:                           |                             |                               |                  |               |
| 1        | Городское поселение рабочий посёлок Краснообск | рабочий посёлок Краснообск  | 1                             | ↗29 086          | 15,23         |
| 1.000002 | Сельские поселения:                            |                             |                               |                  |               |
| 2        | Барышевский сельсовет                          | село Барышево               | 9                             | ↗12 137          | 129,52        |
| 3        | Березовский сельсовет                          | посёлок Железнодорожный     | 9                             | ↘3799            | 190,40        |
| 4        | Боровской сельсовет                            | село Боровое                | 3                             | ↘1955            | 139,95        |
| 5        | Верх-Тулинский сельсовет                       | село Верх-Тула              | 5                             | ↗12 002          | 126,47        |
| 6        | Каменский сельсовет                            | посёлок Восход              | 3                             | ↗8818            | 54,98         |
| 7        | Криводановский сельсовет                       | село Криводановка           | 3                             | ↘15 564          | 143,97        |
| 8        | Кубовинский сельсовет                          | село Кубовая                | 8                             | ↗4623            | 344,12        |
| 9        | Кудряшовский сельсовет                         | дачный посёлок Кудряшовский | 5                             | ↗7203            | 110,82        |
| 10       | Мичуринский сельсовет                          | посёлок Мичуринский         | 3                             | ↗10 107          | 44,29         |
| 11       | Морской сельсовет                              | село Ленинское              | 2                             | ↗4722            | 325,96        |
| 12       | Мочищенский сельсовет                          | дачный посёлок Мочище       | 2                             | ↗5971            | 50,28         |
| 13       | Новолуговской сельсовет                        | село Новолуговое            | 3                             | ↗8029            | 69,48         |
| 14       | Плотниковский сельсовет                        | село Плотниково             | 5                             | ↘1922            | 120,56        |
| 15       | Раздольненский сельсовет                       | село Раздольное             | 4                             | ↘4897            | 108,65        |
| 16       | Станционный сельсовет                          | станция Мочище              | 6                             | ↗10 429          | 114,46        |
| 17       | Толмачёвский сельсовет                         | село Толмачёво              | 5                             | ↗12 687          | 174,21        |
| 18       | Ярковский сельсовет                            | село Ярково                 | 5                             | ↘5280            | 284,15        |

### Населённые пункты
В Новосибирском районе 81 населённый пункт.
| №  | Населённый пункт    | Тип                     | Население | Муниципальное образование  |
| -- | ------------------- | ----------------------- | --------- | -------------------------- |
| 1  | Алексеевка          | деревня                 | ↗343      | Толмачёвский сельсовет     |
| 2  | Барышево            | село                    | ↗5547     | Барышевский сельсовет      |
| 3  | Береговое           | село                    | ↘438      | Боровской сельсовет        |
| 4  | Берёзовка           | посёлок                 | ↘1465     | Березовский сельсовет      |
| 5  | Бибиха              | посёлок                 | ↘65       | Кубовинский сельсовет      |
| 6  | Боровое             | село                    | ↘1694     | Боровской сельсовет        |
| 7  | Быково              | село                    | ↘325      | Березовский сельсовет      |
| 8  | Верх-Тула           | село                    | ↗8324     | Верх-Тулинский сельсовет   |
| 9  | Витаминка           | посёлок                 | ↘371      | Станционный сельсовет      |
| 10 | Воробьевский        | посёлок                 | ↗19       | Кудряшовский сельсовет     |
| 11 | Восход              | посёлок                 | ↗1794     | Каменский сельсовет        |
| 12 | Голубой Залив       | посёлок                 | ↗238      | Морской сельсовет          |
| 13 | Гусиный Брод        | село                    | ↘571      | Раздольненский сельсовет   |
| 14 | Двуречье            | посёлок                 | ↗2957     | Барышевский сельсовет      |
| 15 | Железнодорожный     | посёлок                 | ↗1338     | Березовский сельсовет      |
| 16 | Жеребцово           | железнодорожная станция | ↗330      | Плотниковский сельсовет    |
| 17 | Жеребцово           | село                    | ↘215      | Плотниковский сельсовет    |
| 18 | Затонский           | посёлок                 | →0        | Кудряшовский сельсовет     |
| 19 | Зелёный Мыс         | посёлок                 | ↘212      | Кубовинский сельсовет      |
| 20 | Издревая            | железнодорожная станция | ↘697      | Барышевский сельсовет      |
| 21 | Издревая            | деревня                 | ↘757      | Новолуговской сельсовет    |
| 22 | Иня-Восточная       | железнодорожная станция | ↘788      | Станционный сельсовет      |
| 23 | Каинская Заимка     | посёлок                 | ↗303      | Барышевский сельсовет      |
| 24 | Каменка             | село                    | ↗6545     | Каменский сельсовет        |
| 25 | Каменушка           | посёлок                 | ↘83       | Барышевский сельсовет      |
| 26 | Катковский          | посёлок                 | ↗95       | Кудряшовский сельсовет     |
| 27 | Ключи               | посёлок                 | ↗10       | Барышевский сельсовет      |
| 28 | Комаровка           | посёлок                 | ↘23       | Раздольненский сельсовет   |
| 29 | Красноглинное       | село                    | ↗1382     | Толмачёвский сельсовет     |
| 30 | Красномайский       | посёлок                 | ↗368      | Толмачёвский сельсовет     |
| 31 | Краснообск          | рабочий посёлок         | ↗29 086   | рабочий посёлок Краснообск |
| 32 | Красный Восток      | посёлок                 | ↗175      | Верх-Тулинский сельсовет   |
| 33 | Красный Яр          | посёлок                 | ↘1952     | Кубовинский сельсовет      |
| 34 | Крахаль             | железнодорожная станция | ↘636      | Барышевский сельсовет      |
| 35 | Криводановка        | село                    | ↗11 874   | Криводановский сельсовет   |
| 36 | Кубовая             | село                    | ↗535      | Кубовинский сельсовет      |
| 37 | Кудряшовский        | дачный посёлок          | ↗5656     | Кудряшовский сельсовет     |
| 38 | Ленинский           | посёлок                 | ↘689      | Станционный сельсовет      |
| 39 | Ленинское           | село                    | ↗3480     | Морской сельсовет          |
| 40 | Ложок               | посёлок                 | ↗66       | Барышевский сельсовет      |
| 41 | Ломовская Дача      | посёлок                 | ↘60       | Кубовинский сельсовет      |
| 42 | Малиновка           | посёлок                 | ↘136      | Березовский сельсовет      |
| 43 | Марусино            | село                    | ↗3690     | Криводановский сельсовет   |
| 44 | Междуречье          | посёлок                 | ↗3        | Березовский сельсовет      |
| 45 | Михайловский        | посёлок                 | ↘5        | Плотниковский сельсовет    |
| 46 | Мичуринский         | посёлок                 | ↗1208     | Мичуринский сельсовет      |
| 47 | Мостовая            | деревня                 | ↘0        | Раздольненский сельсовет   |
| 48 | Мочище              | дачный посёлок          | ↗3346     | Мочищенский сельсовет      |
| 49 | Мочище              | станция                 | ↘3589     | Станционный сельсовет      |
| 50 | Новокаменка         | село                    | ↗46       | Станционный сельсовет      |
| 51 | Новолуговое         | село                    | ↗6949     | Новолуговской сельсовет    |
| 52 | Новоозёрный         | посёлок                 | ↗170      | Толмачёвский сельсовет     |
| 53 | Новошилово          | село                    | ↘772      | Ярковский сельсовет        |
| 54 | Озёрный             | посёлок                 | ↗893      | Мочищенский сельсовет      |
| 55 | Павино              | посёлок                 | →0        | Криводановский сельсовет   |
| 56 | Пайвино             | село                    | ↗305      | Ярковский сельсовет        |
| 57 | Пионерский          | посёлок                 | ↘8        | Березовский сельсовет      |
| 58 | Плотниково          | село                    | ↘1725     | Плотниковский сельсовет    |
| 59 | Посёлок Крупской    | посёлок                 | ↗586      | Верх-Тулинский сельсовет   |
| 60 | Приобский           | посёлок                 | ↗963      | Кудряшовский сельсовет     |
| 61 | Прогресс            | посёлок                 | ↘196      | Боровской сельсовет        |
| 62 | Раздольное          | село                    | ↘4220     | Раздольненский сельсовет   |
| 63 | Ремесленный         | посёлок                 | ↘67       | Новолуговской сельсовет    |
| 64 | Садовый             | посёлок                 | ↗4599     | Станционный сельсовет      |
| 65 | Седова Заимка       | посёлок                 | ↘4        | Кубовинский сельсовет      |
| 66 | Сенчанка            | село                    | ↘529      | Ярковский сельсовет        |
| 67 | Советский           | посёлок                 | →247      | Каменский сельсовет        |
| 68 | Сосновка            | посёлок                 | ↘1127     | Кубовинский сельсовет      |
| 69 | Степной             | посёлок                 | ↗378      | Кубовинский сельсовет      |
| 70 | Толмачёво           | село                    | ↗9242     | Толмачёвский сельсовет     |
| 71 | Тулинский           | посёлок                 | ↗2277     | Верх-Тулинский сельсовет   |
| 72 | Шадриха             | посёлок                 | ↗41       | Барышевский сельсовет      |
| 73 | Шелковичиха         | железнодорожная станция | ↗347      | Березовский сельсовет      |
| 74 | Шилово              | село                    | ↗179      | Ярковский сельсовет        |
| 75 | Элитный             | посёлок                 | ↗6232     | Мичуринский сельсовет      |
| 76 | Юный Ленинец        | посёлок                 | ↗1359     | Мичуринский сельсовет      |
| 77 | Ярково              | село                    | ↘3482     | Ярковский сельсовет        |
| 78 | Ярское              | село                    | →2        | Плотниковский сельсовет    |
| 79 | 39 км Совхозная     | населённый пункт        | ↘84       | Березовский сельсовет      |
| 80 | 47 км Геодезическая | населённый пункт        | ↗31       | Березовский сельсовет      |
| 81 | 8 Марта             | посёлок                 | ↘334      | Верх-Тулинский сельсовет   |

## Экономика
Ведущей отраслью экономики района является сельское хозяйство. В 1950—1960 годах в районе созданы специализированные хозяйства по производству и обеспечению Новосибирска картофелем и овощами. Посевные площади в районе растут год от года. В общей их структуре ведущее положение занимают зерновые и зернобобовые культуры. В настоящее время в районе действуют 17 акционерных обществ, одно товарищество, три предприятия областного и федерального значения и одно подсобное хозяйство.
Промышленность района в основном производит продукцию, необходимую сельскому хозяйству, строительным организациям и научным учреждениям. Район занимает первое место в области по производству продукции подсобных цехов сельскохозяйственных предприятий и объёму капвложений в агропромышленный комплекс.
Большое развитие в районе получила наука. В 1969 году Совет Министров СССР принял постановление о создании под Новосибирском Отделения Российской Академии сельскохозяйственных наук. В настоящее время в его состав входят 29 НИИ, две государственные селекционные станции, 24 опытно-сельскохозяйственные станции, девять научно-производственных отделений, 60 опытно-производственных хозяйств и другие структуры.
В 1974 году начинает формироваться ведущее подразделение Центра вирусологии и биотехнологии «Вектор» — Научно-исследовательский институт молекулярной биологии. В 1985 году на его базе создано Научно-производственное объединение «Вектор», которому в 1994 году присвоен статус Государственного научного центра. Это — обширный научно-исследовательский комплекс, объединяющий в своём составе ряд НИИ. Аналогичные исследовательские центры имеются только в США и Великобритании.
В 2007 году в с. Барышево ЗАО «Завод редких металлов» запустил в строй предприятие на которое было перенесено производство соединений редких металлов из Новосибирска.
В июле 2024 году на территории Станционного сельсовета было анонсировано начало нового проекта - строительство завода грузового автотранспорта на участке земли площадью 170 тыс. кв. м. В соответствии с бизнес-планом, срок реализации проекта (инвестиционная фаза) составляет пять лет (2024–2029 годы), запуск производства автомобилей должен состояться в 2027 году. Выход на полную производственную мощность — в 2033 году. Общий объем инвестиций оценивается в 19,9 млрд руб. Завод намерен выпускать отечественный грузовой автотранспорт, в том числе малотоннажные модели, грузоподъемностью 2–5 тонн, а также магистральные с грузоподъемностью 10–12 тонн. Предприятие будет строиться в два этапа. Сначала будет организована сборка из отечественных и зарубежных комплектующих, затем будут созданы цеха для производства собственных комплектующих .

## Образование и культура
В районе работают 48 общеобразовательных школ, из них 31 — средняя, 11 детских школ искусств, две спортивные школы и совхоз-колледж «Новосибирский». В районе функционируют 34 библиотеки, 36 сельских клубов и Домов культуры; 24 коллектива самодеятельных артистов носят звание «Народный». В 1990 году впервые был проведён Международный сельский фестиваль «Культура сближает народы». Свыше 300 участников художественной самодеятельности из ближнего и дальнего зарубежья порадовали жителей района своим искусством.

## Выдающиеся жители
- Гончаров Петр Лазаревич — ученый-селекционер, академик.

Герои Советского Союза:
- Бердышев Василий Архипович;
- Головашко Федор Павлович;
- Жуков Георгий Иванович;
- Максименко Александр Петрович;
- Подгорбунский Леонид Яковлевич;
- Поздеев Петр Кириллович.

Выдающиеся жители Новосибирского района широко представлены на сайте Центральной библиотеки Новосибирского района